# Lijst van militaire rangen van de Britse strijdkrachten
De verschillende onderdelen van de Britse krijgsmacht bestaan uit de volgende rangen en standen:
| NATO Code                                        | Army                               | Royal Navy                     | Royal Air Force                | Royal Air Force |
| ------------------------------------------------ | ---------------------------------- | ------------------------------ | ------------------------------ | --------------- |
| Officieren                                       |                                    |                                |                                |                 |
| OF-10                                            |                                    |                                |                                |                 |
| Field Marshal                                    | Admiral of the Fleet               | Marshal of the Royal Air Force | Marshal of the Royal Air Force |                 |
| OF-9                                             |                                    |                                |                                |                 |
| General                                          | Admiral                            | Air Chief Marshal              | Air Chief Marshal              |                 |
| OF-8                                             |                                    |                                |                                |                 |
| Lieutenant General                               | Vice Admiral                       | Air Marshal                    | Air Marshal                    |                 |
| OF-7                                             |                                    |                                |                                |                 |
| Major General                                    | Rear Admiral                       | Air Vice Marshal               | Air Vice Marshal               |                 |
| OF-6                                             |                                    |                                |                                |                 |
| Brigadier                                        | Commodore                          | Air Commodore                  | Air Commodore                  |                 |
| OF-5                                             |                                    |                                |                                |                 |
| Colonel                                          | Captain                            | Group Captain                  | Group Captain                  |                 |
| OF-4                                             |                                    |                                |                                |                 |
| Lieutenant Colonel                               | Commander                          | Wing Commander                 | Wing Commander                 |                 |
| OF-3                                             |                                    |                                |                                |                 |
| Major                                            | Lieutenant Commander               | Squadron Leader                | Squadron Leader                |                 |
| OF-2                                             |                                    |                                |                                |                 |
| Captain                                          | Lieutenant                         | Flight Lieutenant              | Flight Lieutenant              |                 |
| OF-1                                             |                                    |                                |                                |                 |
| Lieutenant                                       | Sub Lieutenant                     | Flying Officer                 | Flying Officer                 |                 |
|                                                  |                                    |                                |                                |                 |
| Second Lieutenant                                | Pilot Officer                      | Pilot Officer                  |                                |                 |
| OF(D)                                            |                                    |                                |                                |                 |
| Midshipman                                       | Acting Pilot Officer               | Acting Pilot Officer           |                                |                 |
| Onderofficieren                                  |                                    |                                |                                |                 |
| OR-9                                             |                                    |                                |                                |                 |
| Warrant Officer Class 1 (Conductor)              |                                    |                                |                                |                 |
|                                                  |                                    |                                |                                |                 |
| Warrant Officer Class 1                          | Warrant Officer                    | Warrant Officer                | Master Aircrew                 |                 |
| OR-8                                             |                                    |                                |                                |                 |
| Warrant Officer Class 2 (Quartermaster Sergeant) |                                    |                                |                                |                 |
|                                                  |                                    |                                |                                |                 |
| Warrant Officer Class 2                          |                                    |                                |                                |                 |
| OR-7                                             |                                    |                                |                                |                 |
| Staff Sergeant                                   | Chief Petty Officer                | Flight Sergeant                | Flight Sergeant Aircrew        |                 |
|                                                  |                                    |                                |                                |                 |
| Chief Technician                                 |                                    |                                |                                |                 |
| OR-5/OR-6                                        |                                    |                                |                                |                 |
| Sergeant                                         | Petty Officer                      | Sergeant                       | Sergeant Aircrew               |                 |
| OR-4                                             |                                    |                                |                                |                 |
| Corporal                                         | Leading Rate                       | Corporal                       |                                |                 |
| OR-3                                             |                                    |                                |                                |                 |
| Lance Corporal                                   | Lance Corporal (RAF Regiment only) |                                |                                |                 |
| OR-2                                             |                                    |                                |                                |                 |
| Private                                          | Able Seaman                        | Senior Aircraftman Technician  |                                |                 |
|                                                  |                                    |                                |                                |                 |
| Senior Aircraftman                               |                                    |                                |                                |                 |
|                                                  |                                    |                                |                                |                 |
| Leading Aircraftman                              |                                    |                                |                                |                 |
| OR-1                                             |                                    |                                |                                |                 |
| Private                                          | Aircraftman                        |                                |                                |                 |